# Olga Pleshkova
Olga Pleshkova –en ruso, Ольга Плешкова– (Kírov, URSS, 9 de mayo de 1956) es una deportista soviética que compitió en patinaje de velocidad sobre hielo.
Ganó una medalla de bronce en el Campeonato Europeo de Patinaje de Velocidad sobre Hielo de 1984. Participó en dos Juegos Olímpicos de Invierno, entre los años 1980 y 1984, ocupando el cuarto lugar en Sarajevo 1984, en la prueba de 3000 m.

## Palmarés internacional
| Campeonato Europeo | Campeonato Europeo | Campeonato Europeo | Campeonato Europeo    |
| Año                | Lugar              | Medalla            | Prueba                |
| ------------------ | ------------------ | ------------------ | --------------------- |
| 1984               | Almá-Atá (URSS)    | Medalla de bronce  | Clasificación general |